# Manga Barcelona
El Manga Barcelona (hasta 2018 Salón del Manga de Barcelona) es un evento sobre manga, anime y cultura japonesa organizada por Ficomic que se celebra anualmente en la Fira Barcelona (Barcelona). Se trata del evento de historieta enfocado en cómics japoneses más importante de España; le siguen Japan Weekend de Madrid y el Festival de Videojuegos y Cultura Asiática de Sevilla.

## Historia
Tras un experimento de unos días en abril de 1995, a finales de ese mismo año se celebró el primer Salón de Manga de Barcelona en la Estación de Francia de la ciudad, local que se usaría de nuevo el año siguiente.
Ante la gran afluencia del público, la tercera edición (1997) se trasladó al recinto de La Farga, localizado en la ciudad vecina de Hospitalet de Llobregat. En la tercera edición se pudo contar, además, con un autor invitado, que en aquella ocasión fue Masami Suda, animador y diseñador de personajes de Hokuto no Ken.

En 2012, el Salón del Manga se trasladó a la Fira Barcelona (Plaza de España) como consecuencia del incremento de visitantes, el mismo sitio donde se celebra el Salón Internacional del Cómic.

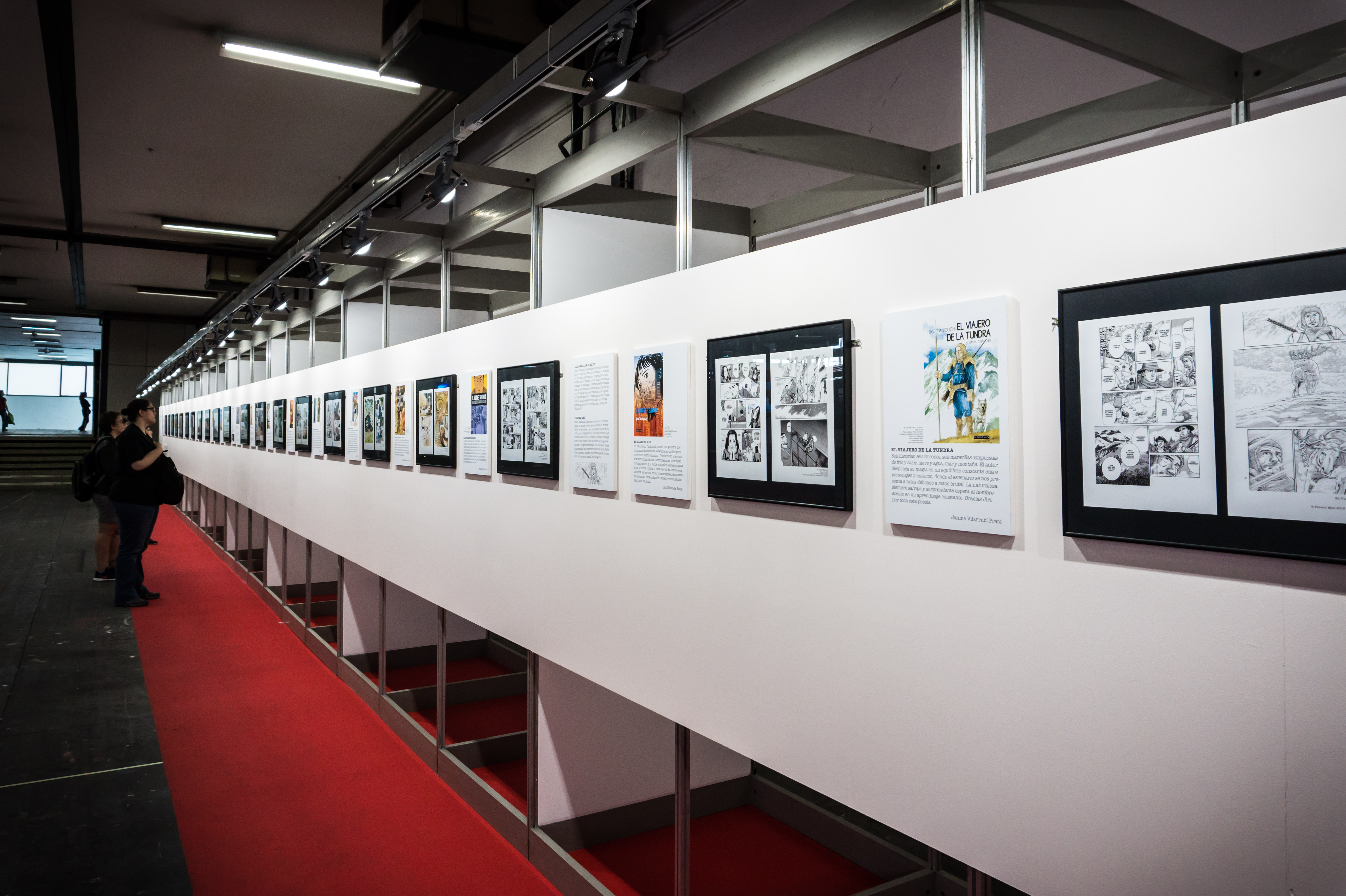
Ejemplo de exposición en el Salón del Manga

En 2019, coincidiendo con el 25 aniversario, se renueva la imagen y el nombre del evento, que pasa a denominarse Manga Barcelona.
En 2020, debido a la pandemia de COVID-19, se celebró una edición virtual y gratuita llamada Manga Barcelona Limited Edition.

### Ediciones
| Año  | Nombre                                                                        | Fecha                            | Lugar                                                                    | Asistencia | Invitados |
| ---- | ----------------------------------------------------------------------------- | -------------------------------- | ------------------------------------------------------------------------ | ---------- | --- |
| 1995 | Salón del Manga y el Videojuego                                               | 27 de octubre al 29 de octubre   | Estación de Francia (Barcelona)                                          | 1.000      | - |
| 1996 | II Salón del Manga                                                            | 28 de octubre al 30 de octubre   | Estación de Francia (Barcelona)                                          | 3.000      | - |
| 1997 | III Salón del Manga                                                           |                                  | La Farga (Hospitalet)                                                    | 7.000      | Masami Suda |
| 1998 | IV Salón del Manga                                                            | 30 de octubre al 1 de noviembre  | La Farga (Hospitalet)                                                    | 10.000     | Shingo Araki |
| 1999 | V Salón del Manga, el Cómic, el Coleccionismo, los Videojuegos y la Animación | 29 de octubre al 31 de octubre   | La Farga (Hospitalet)                                                    | 20.000     | Haruhiko Mikimoto |
| 2000 | VI Salón del Manga                                                            | 3 al 5 de noviembre              | La Farga (Hospitalet)                                                    | 30.000     | |
| 2001 | VII Salón del Manga                                                           | 26 al 28 de octubre              | La Farga (Hospitalet)                                                    | 35.000     | Akemi Takada |
| 2002 | VIII Salón del Manga                                                          | 25 al 27 de octubre              | La Farga (Hospitalet)                                                    | 39.000     | Yuu Watase y varios miembros del Studio Pierrot |
| 2003 | IX Salón del Manga                                                            | 24 al 26 de octubre              | La Farga (Hospitalet)                                                    | 43.000     | Yutaka Izubuchi, Yuji Moriyama y varios miembros del Studio Pierrot |
| 2004 | X Salón del Manga                                                             | 29 de octubre al 1 de noviembre  | La Farga (Hospitalet)                                                    | 58.000     | Mari Kitayama y varios miembros del Studio Pierrot |
| 2005 | XI Salón del Manga                                                            | 29 de octubre al 1 de noviembre  | La Farga (Hospitalet)                                                    | 63.000     | Hiroto Tanaka |
| 2006 | XII Salón del Manga                                                           | 27 de octubre al 29 de octubre   | La Farga (Hospitalet)                                                    | 58.000     | Los autores Masakazu Katsura, Atsuko Nakajima, Tachibana Higuchi, Hideshi Hino y Monkey Punch y los artistas musicales BLOOD, Hironobu Kageyama y Akira Kushida |
| 2007 | XIII Salón del Manga                                                          | 1 de noviembre al 4 de noviembre | La Farga (Hospitalet)                                                    | 67.000     | Aurélia Aurita, Fréderic Boilet, Range Murata, Studio Kôsen, Kei Suyama, Nobuo Yamada, Shigeyasu Yamauchi |
| 2008 | XIV Salón del Manga                                                           | 30 de octubre al 2 de noviembre  | La Farga, Poliesportiu del Centre, Centre Cultural Barradas (Hospitalet) | 60.000     | Kaiji Kawaguchi, Acuarela, Ian Lovett, JAM Project, Junko Mizuno, Michihiko Suwa, Tamakasu Sakurai, Yoshikazu Yasuhiko |
| 2009 | XV Salón del Manga                                                            | 29 de octubre al 1 de noviembre  | La Farga (Hospitalet)                                                    | 62.000     | Issei Eifuku, Taiyo Matsumoto, Ken Niimura, Misako Aoki, YÛ Kimura, Takamasa Sakurai, Yuka |
| 2010 | XVI Salón del Manga                                                           | 29 de octubre al 1 de noviembre  | La Farga (Hospitalet)                                                    | 65.000     | Takashi Shimizu, Hideshi Hino, Yuuki 有希 (シンガーソングライター), Izumi Matsumoto, Kayono, Kamiyama Kenji, Wataru Yoshizumi, Peter Molyneux |
| 2011 | XVII Salón del Manga                                                          | 29 de octubre al 1 de noviembre  | La Farga (Hospitalet)                                                    | 65.000     | JYJ, Carlos Rubio López de la Llave, Fujo Hirata, Hiroshi Hirata, Kazue Kato, Keiichi Hara, Morinosuke Kawaguchi |
| 2012 | XVIII Salón del Manga                                                         | 1 de noviembre al 4 de noviembre | Fira Barcelona Palacio 2 (Barcelona)                                     | 112.000    | Yoshisuke Suga(VOSΛ),Hiro Mashima, Toshiyuki Kubooka, Masao Maruyama y Hiroshi Matsuyama, Nozomu Tamaki |
| 2013 | XIX Salón del Manga                                                           | 31 de octubre al 3 de noviembre  | Fira Barcelona Palacios 1-2 (Barcelona)                                  | 115.000    | Shintaro Kago, Aiko Nakano, Daisuke Nishio, Hideo Baba, Hiroshi Matsuyama, Junichi Masuda, Kunio Hashimoto, Li Kunwu, Luchadores de sumo ( Kôtarô Mieda y Shinya Miyashita), Ryo Mito, Yōichi Takahashi |
| 2014 | XX Salón del Manga                                                            | 30 de octubre al 2 de noviembre  | Fira Barcelona Palacios 1-2 y Plz. Universo (Barcelona)                  | 130.000    | Ken Niimura, Kengo Hanazawa, Takeshi Obata, Takehiko Inoue, Hideo Baba (Tales Of), Junichi Masuda y Shigeru Ohmori (Pokémon), Masayuki Hirano (Bandai Namco) |
| 2015 | XXI Salón del Manga                                                           | 29 de octubre al 1 de noviembre  | Fira Barcelona Palacios 1-2-4 y Plz. Universo (Barcelona)                | 137.000    | Inio Asano, Io Sakisaka, Tetsuya Tashiro, tancobuchin たんこぶちん |
| 2016 | XXII Salón del Manga                                                          | 29 de octubre al 1 de noviembre  | Fira Barcelona Palacios 1-2-4-5 y Plz. Universo (Barcelona)              | 142.000    | Yoshisuke Suga(VOSΛ),Junji Ito, Toshio Maeda, Hidenori Kusaka, Satoshi Yamamoto |
| 2017 | XXIII Salón del Manga                                                         | 1 de noviembre al 5 de noviembre | Fira Barcelona Palacios 1-2-3-4-5 y Plz. Universo (Barcelona)            | 148.000    | Robico, Yōko Kamio, Yoshiaki Sukeno, Masasumi Kakizaki, Masao Maruyama, Azumi Inoue, DJ Kentaro, Yami Tabby |
| 2018 | XXIV Salón del Manga                                                          | 1 de noviembre al 4 de noviembre | Fira Barcelona Palacios 1-2-3-4-5 y Plz. Universo (Barcelona)            | 150.000    | Nagabe, Akira Himekawa, Eiki Eiki, Taishi Zaou, Daisuke Hagiwara, Paru Itagaki, Emika Kamieda, Nana Kitade, Takashi Hatsushiba |
| 2019 | 25 Manga Barcelona                                                            | 31 de octubre al 3 de noviembre  | Fira Barcelona Palacios 1-2-3-4-5 y Plz. Universo (Barcelona)            | 152.000    | AKB48, Atsushi Ōkubo, Mizuho Kusanagi, The 5.6.7.8's, Nekojitablog, Tsubasa Yamaguchi, Aya Kanno, Nyango Star, Ryota-H, Masayuki Sato y Hiroyuki Sakurada (equipo de One Piece Estampida), Hideo Nakata, Macoto Tezka, Reiko Okano, Homura Kawamoto, Kei Saiki                                                          |
| 2020 | Manga Barcelona Limited Edition                                               | 30 de octubre al 1 de noviembre  | En línea                                                                 | ---        | Gengoroh Tagame, Kaori Tsurutani, Mika Kobayashi, BACK-ON, Laia López |
| 2021 | 27 Manga Barcelona                                                            | 29 de octubre al 1 de noviembre  | Fira Barcelona Palacios 1-2-3-5 y Plz. Universo (Barcelona)              | 122.000    | Waka Hirako (Videoconferencia) |
| 2022 | 28 Manga Barcelona                                                            | 8 al 11 de diciembre             | Fira Gran Via - Pabellones 4, 6 y 7 (Hospitalet de Llobregat)            | 163.000    | Faky, Mahousyoujo Ni Naritai, Nakaba Suzuki, Sara Lozoya, Taifu, Yoko Takahasi, Rian CYD, Xian Nu Studio, Carles Dalmau, Hazariel, Ryan Cyd, Shun Umezawa, Yuko y Exion |
| 2023 | 29 Manga Barcelona                                                            | 8 al 19 de diciembre             | Fira Gran Via - Pabellones 4, 5 y 7 (Hospitalet de Llobregat)            | 165.000    | Anly, Arnaud Dollen, Ayumi Miyazaki, Centimillimental, Hisato Murasaki, Tokyo Genso, Turbo, Vicke Blanka, Yoko Ishida y Yosuke Kinoshita |
| 2024 | 30 Manga Barcelona                                                            | 5 al 8 de diciembre              | Fira Gran Via - Pabellones 4, 5 y 7 (Hospitalet de Llobregat)            | 167.000    | Naoki Urasawa, Yumiko Igarashi, Agasawa Kocha, Akasaka Aka, Mengo Yokoyari, Burnout Syndromes, Park Sung-hoo, Hiroshi Nagahama, Kamome Shirahama, Kazuso Oda (Coda), Maki Otsuki, Macross 82-99, Kia Asamiya, Number8, Peterson Céüs, Shinichi Ishizuka, Yuka Fujikawa, Takeshi Kawaguchi, Mengo Yokoyari y Yūki Tabata |
| 2025 | 31 Manga Barcelona                                                            | 5 al 8 de diciembre              | Fira Gran Via                                                            | -          | Shinichiro Watanabe, Yoko Kanno, The Seatbelts, AiNA THE END, Satoru Nii, Mao Momiji, Gou Tanabe |

## Actividades
Muchas son las actividades que se realizan durante los días del Manga Barcelona, destacando los concurso de cosplay, las actuaciones musicales, las exposiciones, talleres y otras actividades pedagógicas.

### Concursos de Cosplay

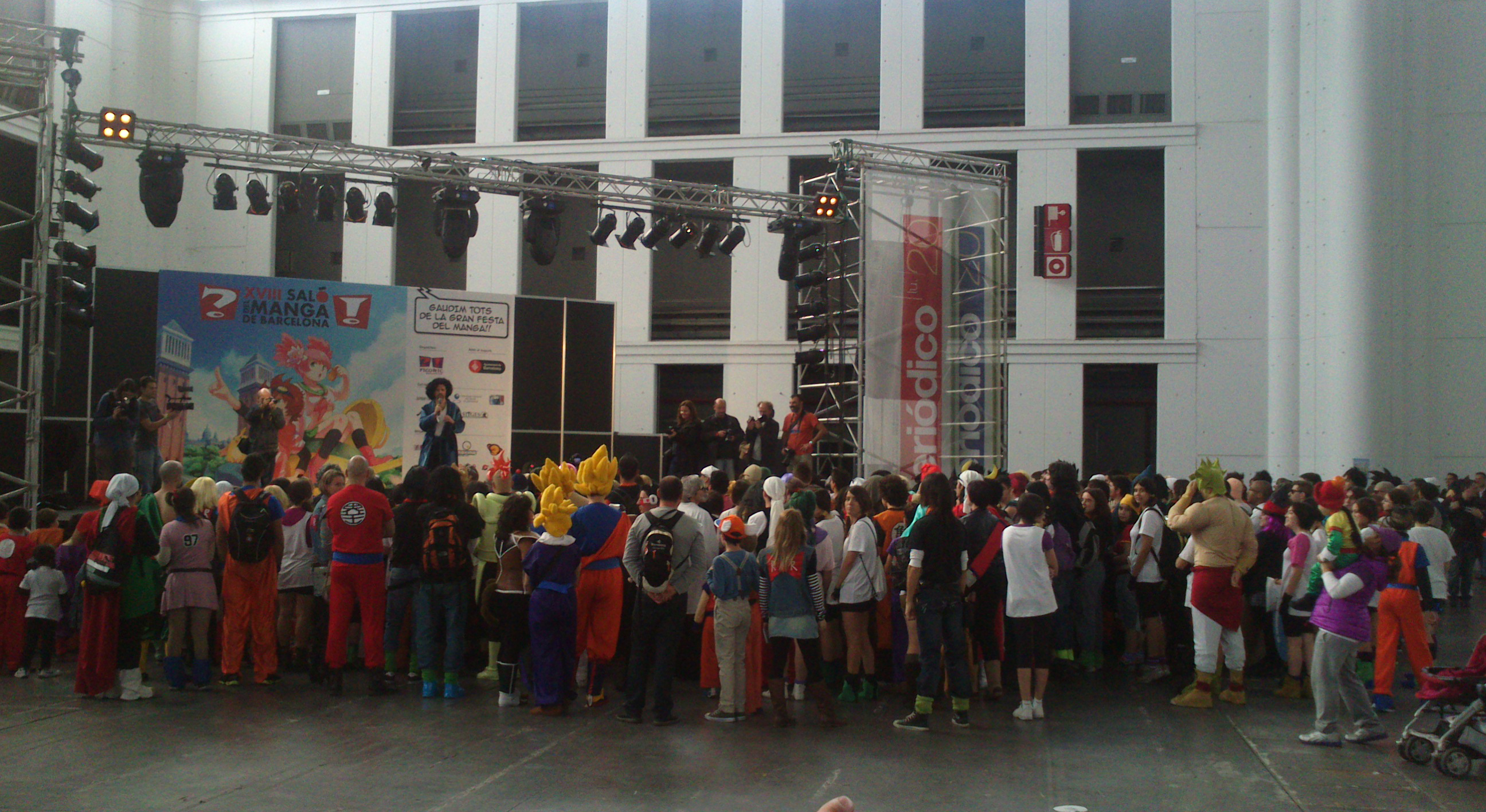
Concentración de cosplayers de Bola de Dragón en el XVIII Salón del Manga de Barcelona

El tradicional concurso de cosplay del Salón del Manga se celebraba el sábado, día de mayor afluencia. El número de participantes fue siempre en aumento, llegando a haber 500 concursantes en una única edición. Por ello, la organización se vio obligado de restringir el número de inscripciones. En 2006, al cambiar el presidente de la organización, hubo un intento de eliminar el concurso, sin embargo, finalmente se realizó permitiendo tan sólo 40 inscripciones.[cita requerida]
Las normas y premios han cambiado a lo largo de las ediciones. Actualmente el concurso de cosplay más popular es la final española del World Cosplay Summit. A partir de 2016 el concurso de cosplay del salón fue dividido en varios concursos clasificatorios de competiciones internacionales de cosplay como el Eurocosplay de Londres, el European Cosplay Gathering de la Japan Expo de París o el Clara Cow's Cosplay Cup de La Haya. También se celebran varias pasarelas cosplay para que los asistentes al evento puedan subir al escenario y un concurso de cosplay infantil.

#### World Cosplay Summit
En 2005, España pasa a formar parte de los países participantes en el World Cosplay Summit y se elige el Salón del Manga de Barcelona para llevar a cabo la elección de los participantes que viajarán a Japón. La primera edición se celebró en el transcurso del concurso de cosplay de XII Salón del Manga, sin embargo al año siguiente se separa para tener su propio concurso.

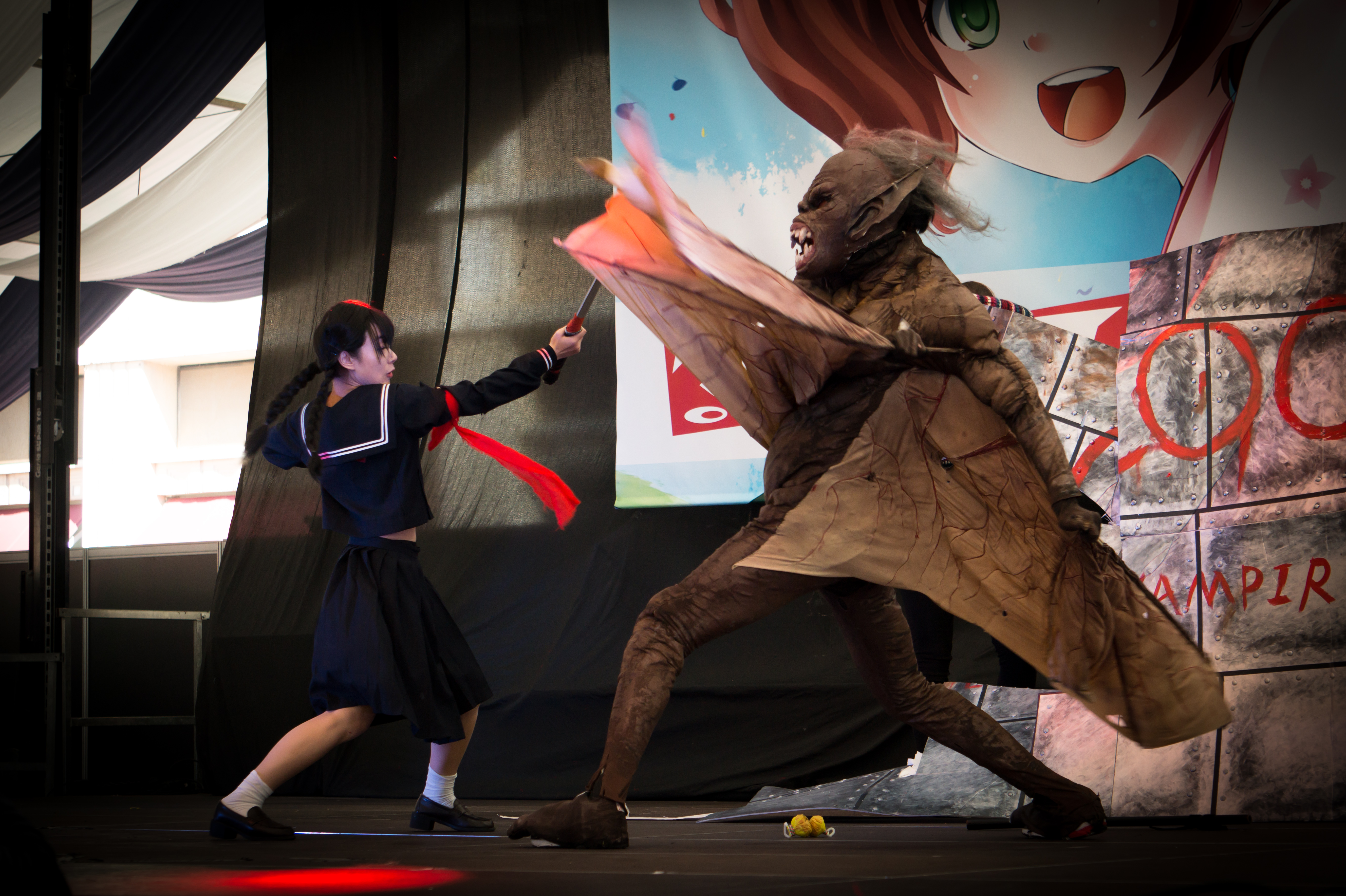
Actuación de cosplayers en el escenario principal

### Anime Song Contest
Es una competición musical en el que participan intérpretes de canciones de anime o videojuegos en japonés. Desde 2015 el ganador del concurso tiene como premio participar en el Haneda Internacional Anime Music Festival de Tokio.

### Concurso de Idol: Shine bright like an IDOL
Desde la edición de 2018, y aprovechando la visita de la ex-idol Emika Kamieda, se potencian otros aspectos de la cultura japonesa pop, como el de los idols. Para tal efecto se hace una competición para demostrar el talento idol encima del escenario, ya sea en formato individual o grupal en la que no solo el canto y el baile son premiados.

### Concurso de baile k-pop: K-POP Assault
El crecimiento de la base fan de k-pop y de cultura surcoreano propicia la creación de un concurso de bailes y versiones basado en canciones k-pop.

## Premios
El Salón del Manga de Barcelona otorga unos premios para reconocer las mejores obras de manga y anime publicadas en España anualmente. Estos premios carecen de dotación económica y su fin es otorgar un reconocimiento a las obras favoritas del público y la prensa.
A finales de diciembre de 2024 le fue otorgada la Medalla de Oro al Mérito en las Bellas Artes aprobada por el Consejo de Ministros, a propuesta del ministro de Cultura español.